# جاي كاميرون
جاي كاميرون (بالإنجليزية: Jay Cameron)‏ هو عازف ساكسفون أمريكي، ولد في 14 سبتمبر 1928 في نيويورك في الولايات المتحدة، وتوفي في 20 مارس 2001 في سان دييغو في الولايات المتحدة.

## وصلات خارجية
- جاي كاميرون على موقع ميوزك برينز (الإنجليزية)
- جاي كاميرون على موقع ديسكوغز (الإنجليزية)